# Géocomputation
 (janvier 2023).
La géocomputation est un domaine d'étude émergent de la recherche multidisciplinaire et interdisciplinaire qui permet d'explorer des problèmes auparavant insolubles et extraordinairement complexes dans un contexte géographique.

## Histoire
La première conférence internationale sur la « géoinformatique », organisée par l'école de géographie de l'université de Leeds en 1996, annonce le lancement d'un nouveau programme de recherche en analyse et modélisation géographiques). L'intérêt suscité dans ce domaine se traduit par le fait que la conférence est devenue un événement annuel (Otago, Nouvelle-Zélande, 1997 ; Bristol, Royaume-Uni, 1998 ; Virginie, États-Unis, 1999 ; Greenwich, Royaume-Uni, 2000), avec une prochaine conférence à l'université du Queensland, en Australie, en 2001. Bien que l'informatique soit une technologie habilitante, le terme « géo-informatique » n'est pas synonyme de SIG ou de théorie de l'information spatiale, qui sont quelque peu en contradiction avec la vision originale et durable. Cette brève note tente d'expliquer cette vision, de décrire la technologie habilitante en termes de ce que l'analyse géographique offre et d'exposer certaines des questions de recherche auxquelles la géoinformatique est confrontée.
L'application de la technologie informatique à la recherche géographique s'est développée avec l'assemblage et le stockage électroniques des données collectées par les agences d'arpentage et de cartographie et les instruments satellitaires, entre autres, et avec l'émergence de la technologie des systèmes d'information géographique.
La géoinformatique comprend la modélisation dynamique, la mécanique spatio-temporelle, l'analyse des données spatiales et la visualisation, et adopte une approche inductive de l'analyse géographique, qui privilégie le processus par rapport à la forme, la dynamique par rapport à la statique, et l'interaction par rapport à la réponse passive (S. Openshaw et S. Alvanides, dans DJ Maguire et DW Rhind (eds.) 1999). La géoinformatique a été utilisée par les gouvernements (par le biais des recensements et d'autres données pour gérer les services et les installations), et par le commerce (la gestion des services publics).
De nombreuses informations sont intrinsèquement spatiales par nature : la répartition de la population, les schémas de déplacement des animaux migrateurs, l'emplacement des ressources naturelles, l'incidence de la criminalité, la source et l'étendue de la pollution environnementale, l'origine et la propagation des maladies, l'ampleur des catastrophes naturelles, etc. Les géographes et les non-géographes ont collecté de grandes quantités d'informations numériques avec des attributs spatiaux. Cette vaste collection croissante de données spatiales et l'extrême complexité des problèmes géospatiaux qui attendent d'être explorés ont incité la géoinformatique. Certaines des utilisations qui ont déjà été faites des systèmes d'aide à la décision spatiale. Ils constituent une aide aux planificateurs urbains et régionaux dans leur processus de prise de décision. 